# جون فوكوياما
جون فوكوياما (福山潤 فوكوياما جون) هو مؤدي أصوات ياباني ولد في 26 نوفمبر 1978 في فوکویاما.

## أدواره في الأنمي

### مسلسلات أنمي تلفزيونية
- إكس إكس إكس هوليك - كيميهيرو واتانوكي
- إكس إكس إكس هوليك: كيه - كيميهيرو واتانوكي
- تسوباسا كرونيكل - واتانوكي
- كوباتو. - كيميهيرو واتانوكي
- كود غياس: لولوش الثائر - لولوش لامبروج
- كود غياس: لولوش الثائر R2 - لولوش لامبروج
- بوسو رينكين - كازوكي موتو
- رنتال ماجيكا - إيتسوكي إيبا
- إينوكامي! - كيتا كاواهيرا
- ميغامان محارب النت - قناص
- بليتش - ميزويرو كوجيما، يوميتشيكا أياسيغاوا
- فتاة الجحيم - جيل دو لونفيل
- فامباير نايت - هانابوسا آيدو
- فامباير نايت Guilty - هانابوسا آيدو
- تابل وذئب - كرافت لورنس
- Special A - كي تاكيشيما
- لاينباريل الحديدي - هيساتاكا كاتو
- الخادم الأسود - جريل ستكليف
- الخادم الأسود II - جريل ستكليف
- الخادم الأسود Book of Circus - جريل ستكليف
- ترن إيه جاندام - كيث ليجي
- غانكوتسوؤو - الفيكونت ألبير دو مورسير
- دي جرايمان - ليكي
- الرمية الكبرى - كوسكي إيزومي، هيرويوكي أودا
- الرمية الكبرى: بطولة الصيف - كوسكي إيزومي
- بلاك بلاد براذرز - زيلمان كلوك
- أكيكان! - كاكيرو دايتشي
- إنجليك لاير - كوتارو كوباياشي
- باندورا هارتس - فنسنت نايتراي
- الأشباح السبعة - هاكورين أوك
- ماكروس فرونتير - لوكا آنجيلوني
- دورارارا!! - شينرا كيشيتاني
- دورارارا!! ×2 المقدمة - شينرا كيشيتاني
- دورارارا!! ×2 المنتصف - شينرا كيشيتاني
- دورارارا!! ×2 الخاتمة - شينرا كيشيتاني
- كيدي غريد - تويدلدام
- جوشين إنبو - تايغاتي
- سيكيري - هاياتو ميكوغامي
- سيكيري Pure Engagement - هاياتو ميكوغامي
- حفيد نوراريهيون - ريكوؤو نورا
- حفيد نوراريهيون: عاصمة العفاريت - ريكوؤو نورا
- أسطورة الأبطال الأسطوريين - راينر لوت
- ستار درايفر - سوغاتا شيندو
- توغاينو نو تشي - رين
- صيد الأرواح الإلهية - ماسايوكي ناكاجيما
- إم إم! - تارو سادو
- صاحب التعاويذ الأزرق - يوكيو أوكومورا
- صاحب التعاويذ الأزرق: ملك كيوتو الملوث - يوكيو أوكومورا
- بلود سي - الكلب
- أمير التنس الجديد - كينيا أوشيتاري
- ماغي: The Labyrinth of Magic - قاسم
- كيه - ميساكي ياتا
- كيه RETURN OF KINGS - ميساكي ياتا
- مقهى الدب القطبي - باندا
- ديدمان وندرلاند - بوندو روكورو
- أمير عالم الشياطين: ديفلز آند رياليست - كيفن سيسيل
- بلاستر - بيتما
- هورايزون على الحافة - توري آوي
- ديول ماسترز - تورو كاميا
- هيوكا - جيرو تانابي
- فالفريف الثوري - آ-دراي
- الحب متلازمة الصف الثامن وأوهام أخرى - يوتا توغاشي
- إيوريكا سفن - نورب (أيام الشباب)
- حرب السحر - تاكاو أويغامي
- كرة سلة كوروكو - ماكوتو هاناميا
- نوراغامي - كازوما
- نوراغامي ARAGOTO - كازوما
- غرافيون - توغا تينكوجي
- غرافيون Zwei - توغا تينكوجي
- الخيانة تعرف إسمي - تسوكومو موراسامي
- الخطايا السبع المميتة - كينغ
- الخطايا السبع المميتة: تلميحات الحرب المقدسة - كينغ
- الخطايا السبع المميتة: إعادة إحياء الوصايا - كينغ
- الخطايا السبع المميتة: غضب الملوك - كينغ
- الخطايا السبع المميتة: قضاء الغضب - كينغ
- وورلد تريغر - كيوسكي كاراسوما
- هاماتورا - بيرثداي
- رد:_هاماتورا - بيرثداي
- فصل الاغتيال - كوروسينسي
- الملك القاهر ترايزينون - أكيرا كاموي
- يامادا-كن والساحرات السبع - هاروما يامازاكي
- لافليس - يايوي شيويري
- نادي ثانوية الوسيمين للدفاع عن الأرض LOVE! - إيبوشي أريما
- نادي ثانوية الوسيمين للدفاع عن الأرض LOVE!LOVE! - إيبوشي أريما
- بياض الثلج ذات الشعر الأحمر - راجي شينازارد
- ووركينغ!! - سوتا تاكاناشي
- ووركينغ'!! - سوتا تاكاناشي
- ووركينغ!!! - سوتا تاكاناشي
- أسوماتسو-سان - إيتشيماتسو، هيراماتسو, إيتشيكو
- لعبة الجوكر - جيتسوي
- أونميوجي نجم التوأم - كيناكو
- أنا ساكاموتو - تشون تشوريزو
- كنغدوم - يينغ جينغ، بياو
- لاست إكسايل: فام ذات الأجنحة الفضية - أوران
- غنشيكن الجيل الثاني - مانابو كوتشيكي
- أص الديناري - شينيتشيرو ماسو
- قصة حبي!! - كوكي إيتشينوسي
- دانغانرونبا 3: نهاية أكاديمية قمة الأمل - تيروتيرو هانامورا
- النمر المقنع W - كيفن أندرسون، ميراكل 2
- بونغو ستراي دوغز - أنغو ساكاغوتشي
- يوري أون آيس - تاكيشي نيشيغوري
- ضوضاء مجهولة - أيومي كوراسي
- يواموشي بيدال NEW GENERATION - كوماري كيشيغامي
- يواموشي بيدال GLORY LINE - كوماري كيشيغامي
- بيرسونا 5: ذا أنيميشن - رين أماميا
- بلاك كلوفر - فينرال رولاكيس
- بنانا فيش - يوسيس/يوتلونغ لي
- سيرك كاراكوري - آرليكينو
- هاند شيكرز - بريك
- نهوض بطل الدرع - لارك بيرغ
- أهيرو نو سورا - تارو كاباتشي
- سيف قاتل الشياطين - ياهابا
- حروب القمر - رين أماميا

### أنمي الإنترنت
- وقت حواء - ريكوؤو ساكيساكا
- كوروسينسي كويست! - كوروسينسي
- 7 سيدز -أراشي آوتا
- بوكيمون جينيريشنز - بلو
- غزاة ناطحات السحاب - مامورو آيكاوا

### أوفا أنمي
- إكس إكس إكس هوليك: شونموكي - كيميهيرو واتانوكي
- إكس إكس إكس هوليك: رو - كيميهيرو واتانوكي
- تسوباسا شونرايكي - كيميهيرو واتانوكي
- أمير التنس: البطولة المحلية - كينيا أوشيتاري
- سينت سيا: ذا لوست كانفاس - فينو كاغاهو
- سايبورغ 009 في مواجهة ديفلمان - 009

### أفلام أنمي
- إكس إكس إكس هوليك: حلم ليلة منتصف الصيف - كيميهيرو واتانوكي
- الخادم الأسود: كتاب الأطلنتيك - غريل سوتكليف
- فيلم بليتش: ميموريز أوف نوبودي - يوميتشيكا أياسيغاوا
- فيلم بليتش: ذا دياموند داست ريبيليون, هيورينمارو آخر - يوميتشيكا أياسيغاوا
- فيلم بليتش: فيد تو بلاك, أنادي اسمك - يوميتشيكا أياسيغاوا
- فيلم بليتش: فصل الجحيم - ميزويرو كوجيما
- سنغوكو باسارا: ذا لاست بارتي - كوباياكاوا هيدياكي
- سلسلة أفلام كود غياس: أكيتو المنفي
  - كود غياس: أكيتو المنفي: الفصل الثاني «انقسام التنين» - جوليوس كينغزلي
- سلسلة أفلام كود غياس: لولوش الثائر
  - كود غياس: لولوش الثائر I النهوض - لولوش لامبروج
  - كود غياس: لولوش الثائر II الثورة - لولوش لامبروج
  - كود غياس: لولوش الثائر III الملكية - لولوش لامبروج
- كود غياس: لولوش العائد للحياة - لولوش لامبروج
- بوروتو: ناروتو الفيلم - تونيري أوتسوتسوكي
- كيه MISSING KINGS - ميساكي ياتا
- بونغو ستراي دوغز DEAD APPLE - أنغو ساكاغوتشي
- الخطايا السبع المميتة: أسرى السماء - كينغ
- الخطايا السبع المميتة: الملعونون من قبل النور - كينغ
- الحب متلازمة الصف الثامن وأوهام أخرى! تيك أون مي - يوتا توغاشي
- هيومان لوست: لم يعد بشرا - تاكيئيتشي
- فولي كولي بروغريسيف - كو إيدي
- فيلم الإكسورسيست الأزرق - يوكيو أوكومورا
- فيلم أسوماتسو-سان - إيتشيماتسو

## أدواره في ألعاب الفيديو
- ديسيديا: فاينل فانتسي - فارس البصل
- ديسيديا 012: فاينل فانتسي - فارس البصل
- ديسيديا: فاينل فانتسي NT - فارس البصل
- سنغوكو باسارا: ساموراي هيروز - هيدياكي كوباياكاوا
- تيلز أوف ديستني 2 - كايل دوناميس
- تيلز أوف فرسس - كايل دوناميس
- كرة سلة كوروكو: روابط المستقبل - ماكوتو هاناميا
- دانغانرونبا 2: غودباي ديسبير - تيروتيرو هانامورا
- فصل الاغتيال: محاصرة كوروسينسي الكبرى!! - كوروسينسي
- فصل الاغتيال: خطة تدريب القتلة!! - كوروسينسي
- نادي ثانوية الوسيمين للدفاع عن الأرض LOVE!GAME! - إيبوشي أريما
- موبيل سوت جاندام: إنكاونترز إن سبيس - جاك بيرد
- بيرسونا 5 - البطل
- بيرسونا 5 رويال - البطل
- بيرسونا 5 دانسينغ إن ستارلايت - رين أماميا
- بيرسونا 5 سترايكرز - البطل
- الخطايا السبع المميتة: أنجاست سن - كينغ
- ذا سفن ديدلي سنز: نايتس أوف بريتانيا - كينغ
- نيوه - ناوماسا إي
- سوبر سماش برذرز ميلي - روي
- سوبر سماش برذرز فور نينتندو 3دي إس و وي يو - روي
- سوبر سماش برذرز ألتميت - روي، جوكر
- الإكسورسيست الأزرق: لابيرينث الأوهام - يوكيو أوكومورا

## أدواره في الدبلجة اليابانية
- هاري بوتر والأمير الهجين - توم مارفولو ريدل (سن السادسة عشر)
- هاي سكول ميوزيكال - ريان إيفانز
- ترانسفورمرز: برايم - جاك داربي
- السهم - باري آلن/البرق
- البرق - باري آلن/البرق
- سوبرغيرل - باري آلن/البرق
- صراع العروش - بران ستارك (الصوت الثاني)

## وصلات خارجية
- جون فوكوياما على موقع IMDb (الإنجليزية)
- جون فوكوياما على موقع ميوزك برينز (الإنجليزية)
- جون فوكوياما على موقع ديسكوغز (الإنجليزية)
- جون فوكوياما على موقع قاعدة بيانات الفيلم (الإنجليزية)
- جون فوكوياما على موقع ANN person (الإنجليزية)
- صفحة IMDb